# Rhipidia aoroneura
Rhipidia aoroneura là một loài ruồi trong họ Limoniidae. Chúng phân bố ở vùng nhiệt đới châu Phi.